# Żyłynci
Żyłynci (ukr. Жилинці) – wieś na Ukrainie, w obwodzie chmielnickim, w rejonie chmielnickim, w hromadzie Jarmolińce. W 2001 roku liczyła 967 mieszkańców.
Miejscowość położona około 11 km na północ od miasta Jarmolińce.
Miejsce urodzenia Franciszka Jana Pułaskiego – polskiego historyka, historyka literatury, polityka i dyplomaty.